# 汀角路

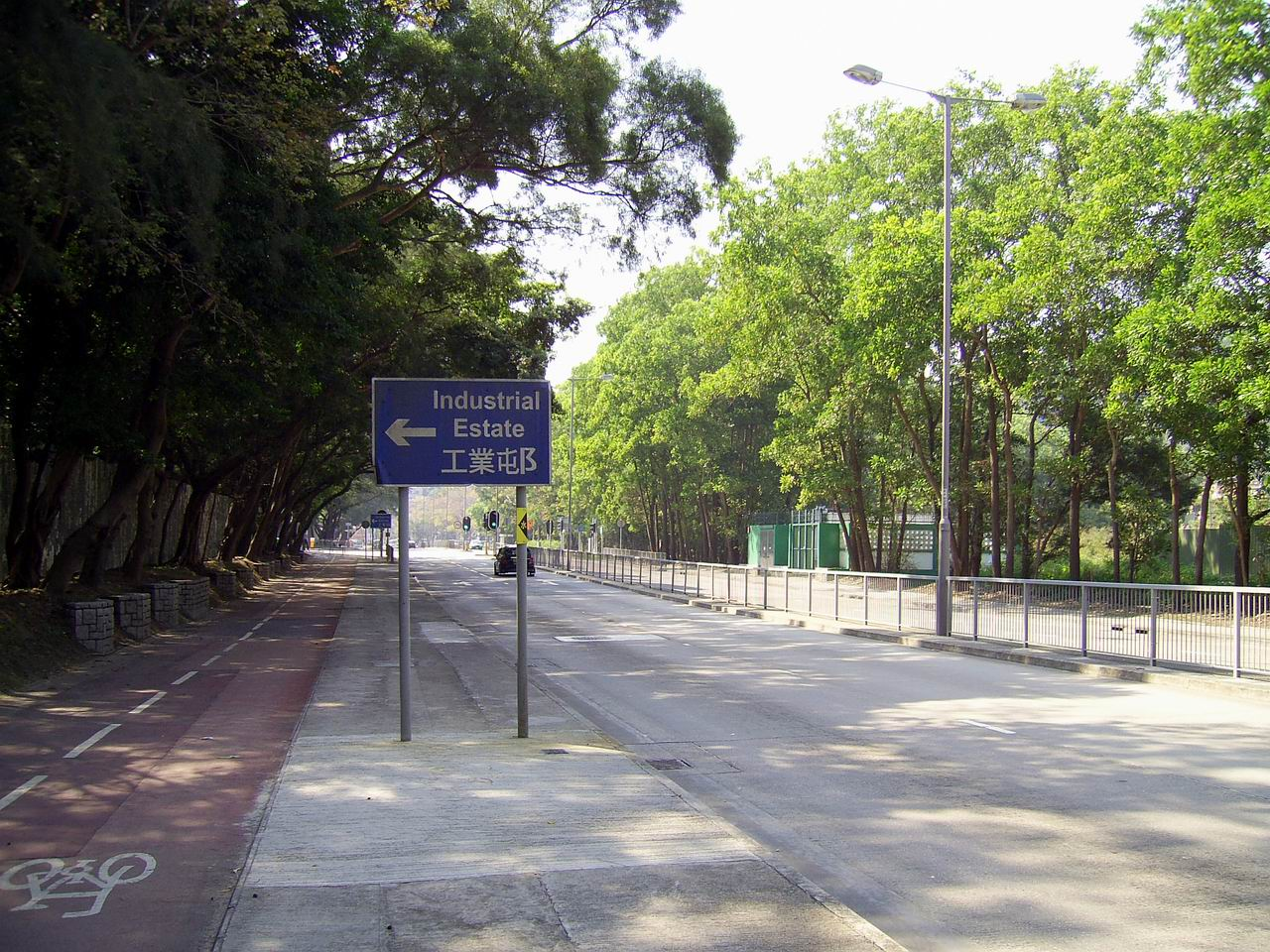
汀角路近大埔工業邨

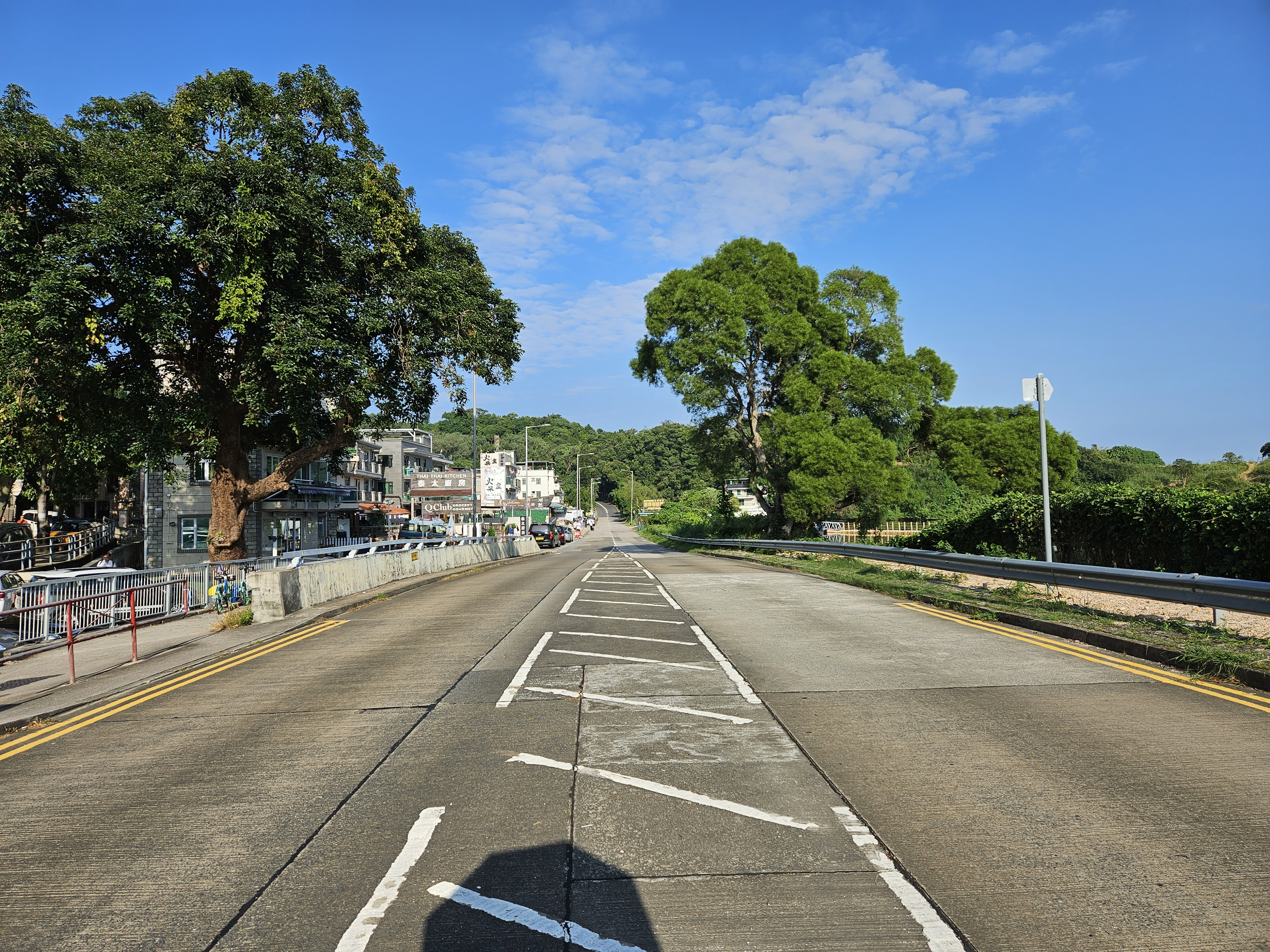
汀角路近大尾篤

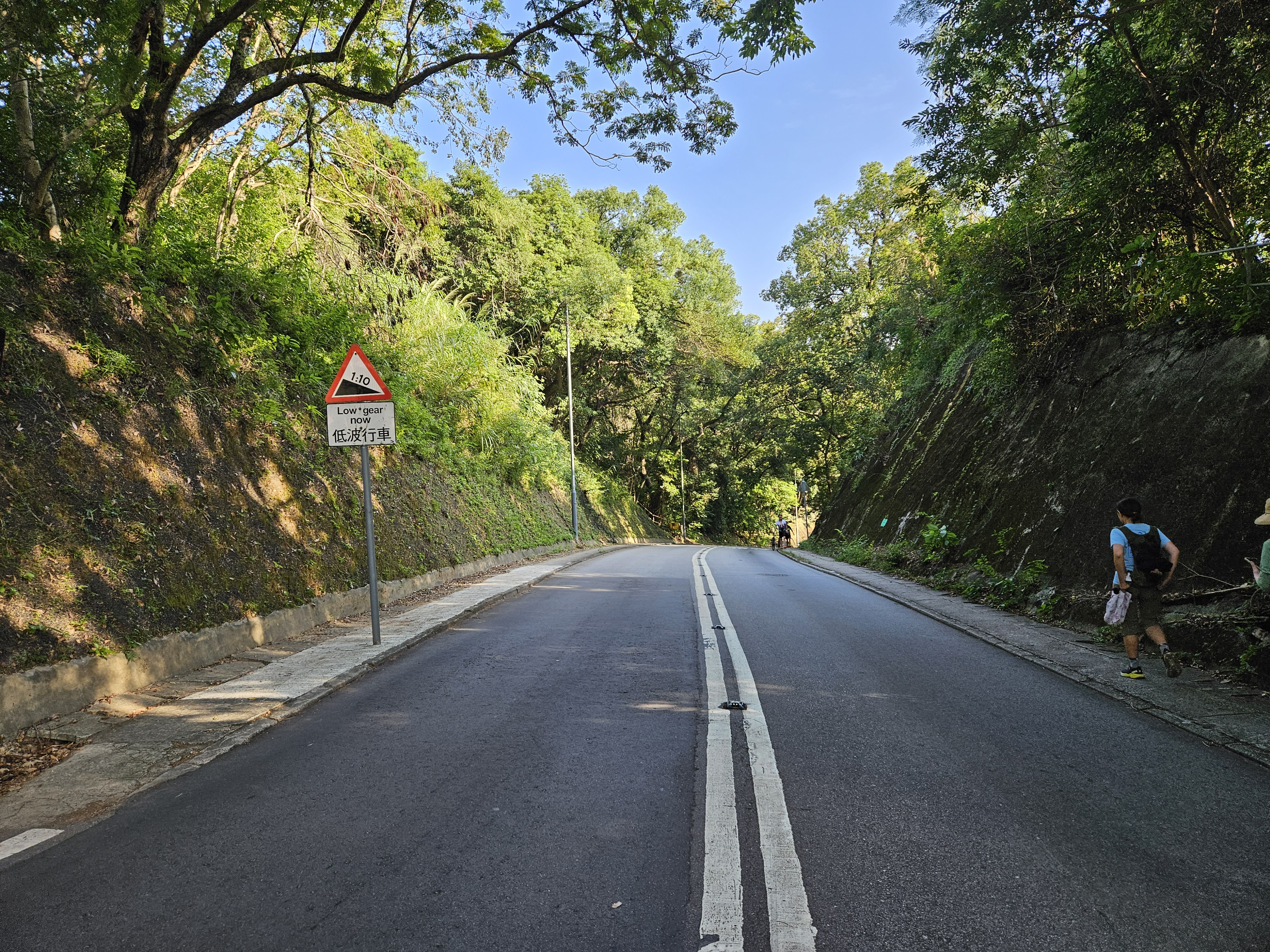
汀角路近新娘潭路

22°27′36″N 114°12′03″E / 22.4600033°N 114.2009489°E
汀角路（英語：Ting Kok Road）是香港新界大埔區內的主要幹道，東面始於大美督以東，即船灣郊野公園大美督管理站連接新娘潭路，穿過大尾篤沿線鄉村至大埔新市鎮和太和，連接廣福道及寶雅路。汀角路全程約9.7公里，早於1950年代便已分階段落成，亦是大埔新市鎮未填海前的海岸線，也是大埔早期的道路。汀角路大部份路段的車速限制為每小時50公里，但介乎南運路至三門仔一段之車速限制則為每小時70公里。

## 歷史
1950年代，港英政府為改善新界地區交通，先後興建了林錦公路、粉錦公路、荃錦公路，以及一條連接大埔舊墟至沙頭角之公路。此路於1952年11月開始興建，初期先興建大埔至汀角一段。但工程費用不足，公路在1954年7月一度暫停興建，只能建成大埔至船灣一段，當局更需購入沿線鄉村部份土地建路。
於1955年，介乎大埔舊墟至下坑段「大埔至沙頭角公路」率先通車，而東段則已由沙頭角公路興建至谷埔。在翌年1月，公路西段終點延長至船灣，而整條「大埔至沙頭角公路」更獲命名為「汀角路」。而汀角和大尾篤一段則在1957年11月開始動工，並於1959年率先開通船灣至汀角一段，而汀角至大尾篤段，以及沙頭角公路至鹿頸段亦在1960年末通車。
1961年，政府為興建船灣淡水湖，開始構思將汀角路大埔舊墟至汀角段擴闊至雙線雙程行車，擴闊工程於1963年正式展開，期間需收回沿線部份農地，並在1964年完成。
1970年4月3日，政府正式將介乎大埔舊墟至大尾篤段之「大埔至沙頭角公路」命名為汀角路。

## 改善工程
為配合大埔工業邨發展所帶來的交通流量，政府在1990年4月展開「汀角路改善工程－第I階段第I期」工程，局部擴闊工業邨至愛德新村一段汀角路，以及工業邨至大尾督一段單車徑，改善工程於1994年3月完工。至於船灣至大尾督一段汀角路，由於該路段當時並不符合現行道路標準，當局於1998年年中進行「汀角路改善工程－第II階段」，擴濶和改善船灣至大尾督一段長約3.5公里路與相關行人路和單車徑，已於2001年11月完成。
政府其後於2002年展開「汀角路改善工程－第I階段第II期」，將大埔東消防局與黃魚灘之間一段長約1.8公里路段擴闊，工程約在2005年全面完成。
船灣與鳳園近年新增不少大型住宅（嵐山）及設施（慈山寺），勢必加劇汀角路交通負荷。為改善汀角路往九龍方向的交通情況，運輸署已於2014年落實大埔工業邨大鴻街由東行改為西行的交通管理措施，為汀角路提供往九龍方向替代路線；亦陸續在汀角路船灣海段加設避車處，務求紓緩汀角路在繁忙時段間歇出現的交通擠塞情況。此外，在近鳳園路的汀角路往九龍方向預留十米闊土地；日後如有需要，可擴闊有關路口。

## 走線
汀角路大致沿大埔未填海前的海岸線而建，東面始於大美督近新娘潭路，經過汀角、船灣、三門仔等村落後進入大埔工業邨，並在完善路和大福街交界九十度轉彎，然後經過富善邨和大埔中心北面後再於汀太路交界九十度轉彎，終點與廣福道及寶雅路交匯。

### 出口
整段汀角路皆屬於大埔區範圍。以下的道路交接點列表中，所有不具命名的小路並不在此列。
| 地點       | 距離（公里） | 道路交接點       | 附註                                   |
| ---------- | ------------ | ---------------- | -------------------------------------- |
| 船灣       | 0.0          | 美湖路、新娘潭路 | 道路繼續向北延伸，成為新娘潭路一部分。 |
| 船灣       | 0.6          | 三和路、大美督路 |                                        |
| 船灣       | 0.9          | 大埔龍尾路       |                                        |
| 船灣       | 1.7          | 山寮路           |                                        |
| 船灣       | 3.6          | 洞梓路           |                                        |
| 船灣       | 3.9          | 詹屋路           |                                        |
| 船灣       | 4.7          | 三門仔路         |                                        |
| 船灣       | 5.9          | 露輝路           |                                        |
| 大埔工業邨 | 6.3          | 大貴街           |                                        |
| 大埔工業邨 | 6.5          | 汀慶路           |                                        |
| 大埔工業邨 | 7.2          | 大發街           | 西行不准左轉大發街南行。               |
| 大埔工業邨 | 7.3          | 鳳園路           |                                        |
| 富善／富亨 | 7.7          | 完善路、大福街   |                                        |
| 富善／富亨 | 8.0          | 安埔路           | 僅限靠左入、靠左出汀角路西行。         |
| 富善／富亨 | 8.4          | 南運路、頌雅路   |                                        |
| 富亨／大元 | 8.6          | 安祥路           | 僅限靠左入、靠左出汀角路西行。         |
| 富亨／大元 | 8.6          | 頌雅路           | 僅限靠左入、靠左出汀角路東行。         |
| 富亨／大元 | 9.1          | 汀太路、汀麗路   |                                        |
| 大埔舊墟   | 9.4          | 安慈路、美新里   |                                        |
| 太和       | 9.5          | 大埔太和路       |                                        |
| 太和       | 9.7          | 廣福道、寶雅路   | 道路繼續向西南延伸，成為寶雅路一部分。 |

## 現況

### 年平均每日交通流量
以下為2021年汀角路各段的年平均每日交通流量數據。
| 路段               | （車輛架次） | 估計數據 | 道路類型 |
| ------------------ | ------------ | -------- | -------- |
| 新娘潭路至大美督   | 1460         | 否       | 地區幹路 |
| 大美督至大貴街     | 30220        | 郊區公路 |          |
| 大貴街至南運路     | 32240        | 主要幹路 |          |
| 南運路至大埔太和路 | 18830        | 是       | 區域幹路 |
| 汀太路至大埔太和路 | 18620        | 否       | 區域幹路 |
| 大埔太和路至廣福道 | 15210        | 地區幹路 |          |

### 車速限制
汀角路的車速限制原為每小时50公里，政府於2001年1月1日放寬介乎南運路至大貴街一段汀角路的車速限制至每小時70公里。至於介乎大貴街與三門仔之間的汀角路，自從完成擴闊工程後，車速限制一度維持在50公里，每逢周末及假日有不少市民到大美督消遣時均會出現車龍，而大埔區議會多次要求運輸署將該路段放寬時速至70公里，但運輸署未有執行。直至2007年，運輸署決定研究放寬該段汀角路車速至每小時70公里，同時計劃在汀角路船灣高爾夫球場附近及三門仔路交界處分別設置偵速攝影機及衝紅燈攝影機。最終在2007年5月18日起，政府率先將大貴街至雅景花園之一段汀角路將車速限制提升至每小時70公里，再於2011年7月29日將雅景花園至三門仔之一段汀角路將車速限制同樣提升至每小時70公里，以回應地區人士的訴求。

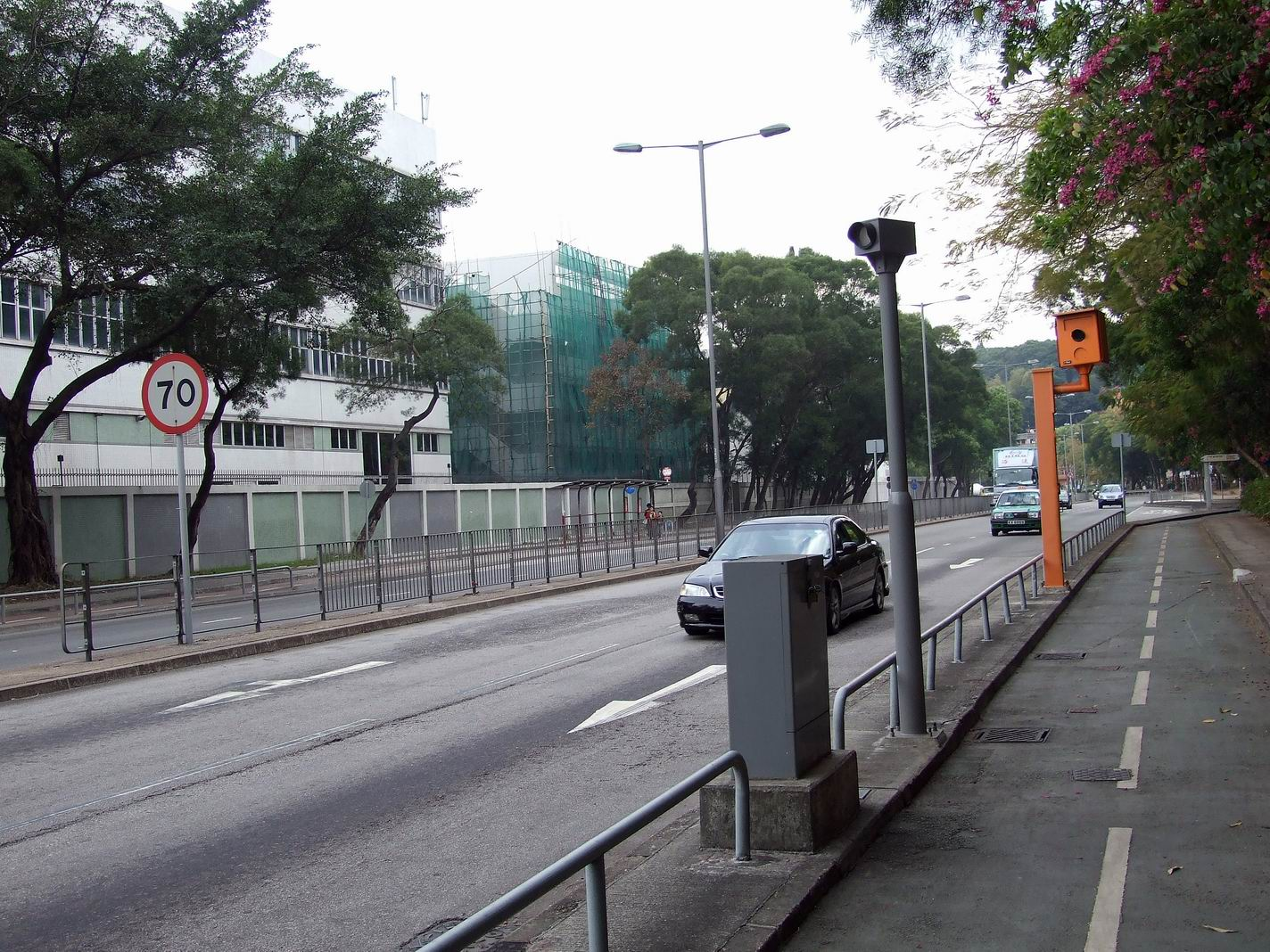
工業邨一段限速70公里及監察車速設施
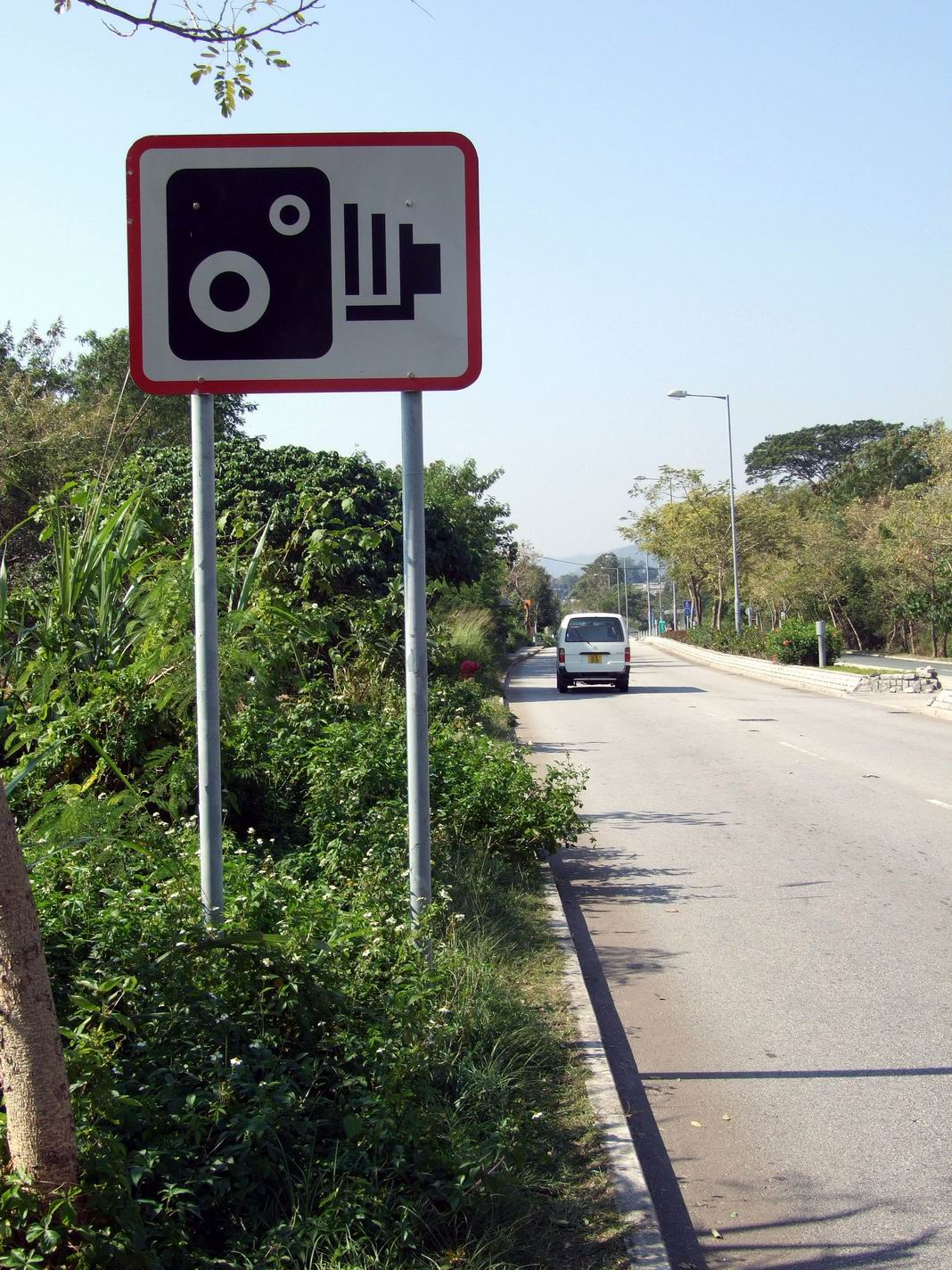
大尾督一段的監察車速警告牌